# Mario Palmaro
Mario Palmaro (Cesano Maderno, 5 juin 1968 - Monza, 9 mars 2014) est un écrivain et un enseignant italien.

## Biographie
Diplômé en droit en 1995 à l'Université de Milan avec une thèse sur « l'avortement provoqué », il se spécialise dans la bioéthique à l'Institut San Raffaele à Milan en 1996 et a collaboré avec le Centre de bioéthique de l'Université catholique de Milan.
Il a été professeur de philosophie théorique, d'éthique et de bioéthique à l’École de bioéthique de l'Université Regina Apostolorum pontificale à Rome et de philosophie du droit à l'Université européenne de Rome.
Il est l'auteur de publications sur des sujets de bioéthique et, avec Alessandro Gnocchi, de l'apologétique catholique. Il était rédacteur en chef du mensuel catholique Il Timone (it) et a collaboré avec les journaux Il Foglio et Il Giornale, et des mensuels Études catholiques. Il a assuré des chroniques mensuelles de bioéthique à Radio Maria, puis suspendu à la suite de la publication de la Gazette d'un article critique du pape François, co-écrit avec Alessandro Gnocchi (it). Il déclarait en particulier dans cet article : « Ce pape ne nous plait pas! Ses interviews et ses gestes sont une collection de relativisme moral et religieux, l'attention   des médias va à la personne de Bergoglio et non au successeur de Pierre. » 
Il a été secrétaire général de la Fondation Emit Feltrinelli à Milan, président national de la commission pour la vérité et la vie, membre des Avocats pour la vie et de l'Union des juristes catholiques italiens (it) pour la section de Monza et Brianza.
Il reçoit le Prix Foi et Culture à Vérone en 2013.  
Il est mort en 2014 à 45 ans après une grave maladie.

## Publications
- Ma questo è un uomo. Indagine storica, politica, etica, giuridica sul concepito, Cinisello Balsamo, San Paolo, 1998.  (ISBN 88-215-3257-7)
- avec Alessandro Gnocchi, Formidabili quei papi: Pio IX e Giovanni XXIII. Due ritratti in controluce, Milano, Àncora, 2000.  (ISBN 88-7610-853-X)
- avec Alessandro Gnocchi, Ipotesi su Pinocchio, Milano, Àncora, 2001.  (ISBN 88-7610-956-0)
- avec Alessandro Gnocchi, Soprannaturale, Watson. Sherlock Holmes e il caso Dio, Milano, Àncora, 2002.  (ISBN 88-514-0065-2)
- Il cardinale coraggioso. Giovanni Colombo, il Sessantotto e l'aborto, Milano, Gribaudi, 2002.  (ISBN 88-7152-693-7)
- avec Alessandro Gnocchi e Paolo Gulisano, Tolkienology. Il segreto della tua personalità coi personaggi del Signore degli anelli, Casale Monferrato, Piemme, 2004.  (ISBN 88-384-8404-X)
- avec Alessandro Gnocchi e padre Livio Fanzaga, Il crocifisso scomodo, Casale Monferrato, Piemme, 2004.  (ISBN 88-384-8398-1)
- avec Alessandro Gnocchi, Catholic pride. La fede e l'orgoglio, Casale Monferrato, Piemme, 2005.  (ISBN 88-384-8502-X)
- avec Alessandro Gnocchi, Manuale di sopravvivenza per interisti, Casale Monferrato, Piemme, 2005.  (ISBN 88-384-8551-8)
- avec Alessandro Gnocchi, La vendetta dell'antijuventino, Casale Monferrato, Piemme, 2006.  (ISBN 88-384-1071-2)
- avec Alessandro Gnocchi, Contro il logorio del laicismo moderno. Manuale di sopravvivenza per cattolici, Casale Monferrato, Piemme, 2006.  (ISBN 88-384-7730-2)
- Introduzione alla morale, Novara, Art, 2007.  (ISBN 88-7879-037-0)
- avec Alessandro Gnocchi e Bernard Fellay, Rapporto sulla tradizione. A colloquio con il successore di monsignor Lefebvre, Siena, Cantagalli, 2007.  (ISBN 978-88-8272-356-9)
- avec Alessandro Gnocchi, Io speriamo che resto cattolico. Nuovo manuale di sopravvivenza contro il laicismo moderno, Casale Monferrato, Piemme, 2007.  (ISBN 88-384-7730-2)
- avec Alessandro Gnocchi, Giovannino Guareschi. C'era una volta il padre di don Camillo e Peppone, Casale Monferrato, Piemme, 2008.  (ISBN 978-88-384-6872-8)
- avec Alessandro Gnocchi, Il secondo tragico manuale di sopravvivenza per interisti, Casale Monferrato, Piemme, 2008.  (ISBN 978-88-384-6828-5)
- avec Alessandro Gnocchi, La messa non è finita, Verona, Fede & cultura, 2008.  (ISBN 978-88-89913-78-9)
- Aborto e 194. Fenomenologia di una legge ingiusta, Milano, Sugarco, 2008.  (ISBN 978-88-7198-552-7)
- avec Alessandro Gnocchi, Il pianeta delle scimmie. Manuale di sopravvivenza in un mondo che ha rifiutato Dio, Casale Monferrato, Piemme, 2008.  (ISBN 978-88-384-6827-8)
- avec Alessandro Gnocchi, Tradizione, il vero volto. Chi sono e cosa pensano gli eredi di Lefebvre, Milano, Sugarco edizioni, 2009.  (ISBN 978-88-7198-569-5)
- avec Alessandro Gnocchi, Cattivi maestri. Inchiesta sui nemici della verità, Milano, Piemme, 2009.  (ISBN 978-88-384-1070-3)
- avec Alessandro Gnocchi, Viva il Papa! Perché lo attaccano, perché difenderlo, Firenze, Vallecchi, 2010.  (ISBN 978-88-8427-207-2)
- avec Alessandro Gnocchi, L' ultima messa di padre Pio. L'anima segreta del santo delle stigmate, Milano, Piemme, 2010.  (ISBN 978-88-566-1408-4)
- avec Alessandro Gnocchi, Cronache da Babele. Viaggio nella crisi della modernità, Verona, Fede & Cultura, 2010.  (ISBN 978-88-6409-050-4)
- avec Alessandro Gnocchi, La Bella Addormentata. Perché dopo il Vaticano II la Chiesa è entrata in crisi, perché si risveglierà, Firenze, Vallecchi, 2011.  (ISBN 978-88-8427-228-7)
- Eutanasia: diritto o delitto? Il conflitto tra i principi di autonomia e di indisponibilità della vita, Torino, Giappichelli, 2012.  (ISBN 978-88-348-3688-0)
- avec Alessandro Gnocchi, Ci salveranno le vecchie zie. Una certa idea della Tradizione, Verona, Fede & Cultura, 2012.  (ISBN 978-88-6409-149-5)

## Sources
- (it) Cet article est partiellement ou en totalité issu de l’article de Wikipédia en italien intitulé « Mario Palmaro » (voir la liste des auteurs).